# Jacob beschliesst zu lieben
Jacob beschließt zu lieben ist ein Roman des Schweizer Schriftstellers und Psychologen Catalin Dorian Florescu.

## Hintergrund
Der Roman thematisiert diverse historische Ereignisse und Prozesse, die sowohl für die deutsche als auch die rumänische Geschichte von Bedeutung sind. Ordnet man die entsprechenden Passagen chronologisch an, ist zuerst die Zeit des Dreißigjährigen Krieges (1618–1648) zu nennen. Der Erzähler des Romans beginnt die Familiengeschichte mit dem aus Lothringen stammenden Caspar Obertin, der zunächst für die Schweden gekämpft hat, bevor er schließlich desertiert.
Eine zweite Stelle des Romans gibt Aufschluss darüber, wie die Familie nach Rumänien gekommen ist. Zu Beginn des 18. Jahrhunderts fällt im Zuge des Friedens von Passarowitz (1718) das rumänische Banat, das zuvor zum Osmanischen Reich gehört hat, an die österreichische Krone. Daher werden in diesem Zeitraum Siedler angeworben, die bereit sind, ins Banat überzusiedeln. Die Anzahl der Siedler nimmt jedoch derart rapide zu, dass das Gebiet teilweise für Kolonisten gesperrt wird. Im Roman gehört Frederick Obertin zu den Auswanderern, die es erfolgreich nach Rumänien schaffen.
Die Haupthandlung des Romans spielt jedoch im 20. Jahrhundert im heutigen Rumänien. Vor allem die Zeit des Zweiten Weltkrieges (1939–1945) nimmt hierbei eine zentrale Stellung ein. Die deutschsprachige Gemeinschaft des Banates ist aus verschiedenen Gründen unmittelbar von diesem Krieg betroffen. Gegen Ende des Krieges wurden viele deutsche Landbesitzer in Rumänien enteignet. Ferner kommt es zu Deportationen von Rumäniendeutschen in die Sowjetunion, die schätzungsweise 70.000 bis 85.000 deutschsprachige Rumänen betreffen.
Der Roman endet in den frühen 1950er Jahren und spielt auf ein letztes Ereignis an. So kommt es zur so genannten Deportation in die Bărăgan-Steppe, in deren Verlauf 40.000 Menschen deportiert wurden. Ursache für diese Entscheidung ist die Angst der damaligen rumänischen Regierung vor möglichen Aufständen im westlichen Banat und möglichen Verbindungen zu Jugoslawien (Deportation in die Bărăgan-Steppe).

## Handlung
Die Haupthandlung beginnt in den 1920er Jahren in der rumänischen Region Banat, wo ein junger Mann namens Jakob, etwa 26 bis 27 Jahre alt, auf dem Weg nach Triebswetter (rumänisch Tomnatic) ist. In einem Zeitungsartikel hatte Jakob eine Frau entdeckt, die er unter allen Umständen heiraten will. Es handelt sich dabei um die 27-jährige Elsa Obertin – als „die Amerikanerin“ bekannt –, die nach mehreren Jahren Arbeit in Amerika für Banater Verhältnisse reich geworden war, im Dorf aber wegen den Jahren in Amerika geächtet wird. Bereits beim ersten Treffen macht Jakob Elsa einen Heiratsantrag und gibt dabei offen zu, dass ihn finanzielle Motive leiten und er ein ernstes Interesse am Hof der Familie hat. Ihr Vater ist zwar gegen eine solche Ehe, doch Elsa rechtfertigt sich wie folgt: „Ich will einen Mann und einen Sohn, der unseren Namen weiterführt. Dafür tue ich alles.“ Um die Reputation der Familie zu wahren, willigt sie in die Hochzeit ein. Jakob erweist sich als tüchtiger Bauer und sorgt für den Wohlstand der Familie. Der erwünschte Erbe, Jacob (mit c), ist jedoch ein schmächtiger, kränklicher Junge, und taugt, anders als sein Vater, nicht zur Feldarbeit.
Nach einem Zeitsprung erzählt der Roman die Geschichte des jungen Jacob, der 18 Jahre alt ist und mit seinem Großvater in Temeswar wohnt, wo ihn seine Eltern jedes Jahr im August besuchen. Aufgrund der einsetzenden Kampfhandlungen müssen sie Temeswar aber verlassen und nach Triebswetter fliehen. Als die Russen dort ankommen und verkünden, dass alle deutschen Männer im Alter von 18 bis 25 Jahre deportiert werden sollen, versteckt sich Jacob in der Gruft des Friedhofs. Jacob wird jedoch von seinem Vater verraten, der den russischen Soldaten die Gruft zeigt, in der sich sein Sohn versteckt. Er will so verhindern, dass sie den „Zigeunerjungen“ Sarelo mitnehmen, den die Russen für Jakobs Sohn halten und den er sich als Erben für seinen Landbesitz ausgesucht hat. In verschiedenen Rückblenden erfährt man mehr über die Geburt und Jugend von Jacob. So fühlte er sich als Kind in der Nähe der „Zigeunerin“ und Kräuterfrau Ramina wohl und verliebte sich später in „das Serbenmädchen“ Katica, die jedoch im Laufe der Handlung ein ziviles Opfer des Krieges wird. Diese Lebensabschnitte sind ferner von familiären Konflikten geprägt. Es bleibt hierbei für den Leser offen, ob die gestörte Beziehung zu seinem Vater daraus resultiert, dass es sich eventuell nicht um dessen biologischen Vater handelt. Im Zuge der Verschleppung befindet sich Jacob in einem Waggon auf dem Weg nach Sibirien und trifft auf einen Jungen, der ebenfalls deportiert wird. Bei einem gemeinsamen Fluchtversuch kommt dieser jedoch ums Leben. Jacob schafft es zu überleben und findet einige Jahre Unterschlupf bei einem orthodoxen Priester, bis er beschließt in seine alte Heimat zurückzukehren.
Dort angekommen muss er einige Veränderungen feststellen. So wurden seine Eltern enteignet und leben nun im Gesindehaus, da der Hof mittlerweile Sarelo gehört. Nach einiger Zeit erfährt Jacob von der Möglichkeit, nach Lothringen überzusiedeln. Um dies zu verhindern, verrät ihn sein Vater ein zweites Mal, indem er den Bürgermeister darüber informiert, dass sein Sohn nie nach Sibirien verschleppt wurde. Vor Wut schlägt er vor allen Leuten auf seinen Vater ein. Das Ereignis zwingt ihn dazu, bei seinem Vater zu verweilen, bis eines Tages ein Leutnant des Geheimdienstes aufkreuzt. Dieser möchte Jacob deportieren, da dieser sich auf einer Liste von Volksfeinden befindet. Sein Vater besteht darauf, dass auch er mitgenommen wird. So werden die zwei an einen Ort in Rumänien gebracht, wo ihnen, neben einigen persönlichen Sachen, nichts weiter zur Verfügung steht, als eine Holzplatte und eine Glasscheibe, um eine Tür und ein Fenster zu bauen. Auf dem Boden sind mit weißer Farbe Rechtecke markiert, in denen alle Deportierten ein eigenes Haus bauen dürfen. Jacob kommentiert dies mit den Worten: „Ich baue uns ein Haus am Ende der Welt.“
Unterbrochen und erweitert wird diese Haupthandlung durch Zeitsprünge ins 17. und 18. Jahrhundert, die die Anfänge der Familiengeschichte und schließlich die Übersiedlung ins Banat thematisieren.

## Rezeption
Das Buch wurde von der Mehrheit der Literaturkritiker positiv aufgenommen. Elke Heidenreich würdigt in der FAZ die „erzählerische Wucht und die sinnliche Sprache“ und zählt den Autor zu den bedeutendsten deutschsprachigen Autoren der Gegenwart. Beatrice Eichmann-Leutenegger lobt in der NZZ den „fulminanten Erzähler“, während der Rezensent der SZ einen Hang des Autors zu „Folklore und Kitsch“ feststellt und das Buch als „flach und gedankenfrei konstruiert“ bezeichnet.

## Preise und Auszeichnungen
- 2011 Schweizer Buchpreis
- 2012 Eichendorff-Literaturpreis für das Gesamtwerk des Autors[9]

## Ausgaben
- Catalin Florian Florescu: Jacob beschließt zu lieben.
  - Beck, München 2011, ISBN 978-3-406-61267-1.
  - Deutscher Taschenbuch-Verlag, München 2012, ISBN 978-3-423-14180-2.